# Breitscheid (Westerwald)
Breitscheid település Németországban, Rajna-vidék-Pfalz tartományban. Lakosainak száma 2268 fő (2023. december 31.).

## Népesség
A település népességének változása:
| Lakosok száma | 1462 | 2177 | 2157 | 2207 | 2261 | 2268 |
|               | 1975 | 2017 | 2019 | 2021 | 2022 | 2023 |